# Lophoura pentaloba
Lophoura pentaloba är en kräftdjursart som beskrevs av Ho 1985. Lophoura pentaloba ingår i släktet Lophoura och familjen Sphyriidae. Inga underarter finns listade i Catalogue of Life.